# Cornelia Supera
Caya Cornelia Supera (en latín, Gaia Cornelia Supera) fue una emperatriz romana, esposa del emperador Emiliano, quien reinó brevemente en el Imperio romano en el año 253.
Nada se sabe de su vida, salvo a través de evidencias numismáticas. Su nombre completo en las monedas es C[AIA] CORNEL[IA] SVPERA AVG[VSTA], o alternativamente CORNEL[IA] SVPERA AVG[VSTA] o COR[NELIA] SVPERA AV[GVSTA]. Sus monedas son extremadamente raras. Su nombre y sus monumentos fueron condenados después de que Valeriano fuera aclamado emperador en octubre de 253.